# 山雲 (明)
山雲（さん うん、生年不詳 - 1438年）は、明代の軍人。本貫は徐州。

## 生涯
都督僉事の山青の子として生まれた。金吾左衛指揮使の位を嗣いだ。たびたび塞外への遠征に従軍し、功績を立てた。このころ幼軍25所は府軍前衛に属していたが、前衛を管掌する者が任に耐えなかったため、あらたに山雲や李玉ら5人が幼軍をみることになった。1424年（永楽22年）、洪熙帝が即位すると、山雲は行在中軍都督僉事に抜擢された。
1426年（宣徳元年）、山雲は北京行都督府に転じ、都御史の王彰とともに山海関から居庸関にかけて巡視し、便宜の事務を行った。宣徳帝が漢王朱高煦を討つと、山雲は召還された鄭王と襄王を補佐して北京の留守をまもった。
1427年（宣徳2年）、柳州府・慶遠府の少数民族の韋朝烈らが臨桂県などを略奪した。ときに鎮遠侯顧興祖が丘温を救援しなかったために更迭され、大臣たちは後任として山雲を推挙し、宣徳帝もこれに同意した。1428年（宣徳3年）1月、山雲は征蛮将軍の印を佩くよう命じられ、総兵官として広西に出向した。山雲は着任すると、韋朝烈を討ち、これを撃破した。反乱軍は山頂を確保して、官軍が近づくと木や石を落として抵抗した。山雲は夜半に牛や羊の角に松明の火をつけ、その後ろで兵に金鼓を鳴らして山に追い立てた。反乱軍は官軍がやってきたとみて、木石を落とした。明け方になると、木石が尽きたところを兵に登らせ、反乱軍を破った。南安や広源の少数民族たちは降伏した。この年の夏、忻城県の少数民族の譚団が反乱を起こすと、山雲はこれを討って捕らえた。1429年（宣徳4年）春、柳州府・潯州府の少数民族の反乱を鎮圧した。この年の秋、雒容県の少数民族が略奪に出てくると、山雲は指揮の王綸を派遣してこれを撃破した。山雲は王綸の功を上奏するとともに、その良民を殺した罪を弾劾した。広西では韓観の死後、少数民族の反乱が続発していたが、広西の官兵が少なかったことから、山雲は貴州の兵を留めて活用していた。前後して潯州府・柳州府・平楽府・桂林府・宜山県・思恩県の少数民族の反乱を鎮圧した。1434年（宣徳9年）、さらに慶遠府と鬱林州の苗族や瑶族が反乱を起こしたため、山雲は増援を要請した。宣徳帝の勅命により広東の兵1500人が山雲のもとに増派された。山雲は道を分けて掃討させ、多くの反乱者を捕斬した。また指揮の田真を派遣して大藤峡の反乱軍を攻撃させ、これを破った。論功により、都督同知に進んだ。
1435年（宣徳10年）、英宗が即位すると、山雲は落馬して股を負傷した。英宗は医者を派遣して診察させた。山雲は病を理由に交代を願い出たが、英宗は許可しなかった。右都督に進んだ。1437年（正統2年）、潯州府と大藤峡の瑶族の反乱に対処するため、左右両江の土司の狼兵を徴用して屯田させるよう上奏し、英宗に許可された。1438年（正統3年）冬、広西で死去した。懐遠伯に追封された。諡は忠毅といった。
長子の山俊が、府軍前衛指揮使の位を嗣いだ。